# Домедже ди Кадоре
Домѐдже ди Кадо̀ре (на италиански: Domegge di Cadore; на ладински: Domèje, Домейе) е село и община в Северна Италия, провинция Белуно, регион Венето. Разположено е на 775 m надморска височина. Населението на общината е 2488 души (към 2014 г.).